# Банк з іноземним капіталом
Банк з  іноземним капіталом — банк,  у якому частка капіталу, що належить хоча б одному іноземному інвестору, становить не менше 10  відсотків;  (Термін  із змінами, внесеними згідно із Законом N 358-V ( 358-16 ) від 16.11.2006) 